# شهر بزرگ (افغانستان)
شهر بزرگ (به لاتین: Shahr-e Bozorg) یک منطقهٔ مسکونی در افغانستان است که در ولایت بدخشان (افغانستان) واقع شده‌است.